# 诸葛慎
诸葛慎（1908年—1998年），原名葛宝山，抗日战争时期中共在苏南地区基层政权和军事单位领导，1949年后曾任常州市代市长、市长等职。

## 生平
1908年，诸葛慎出生于儒林镇鲁墅村。1934年，诸葛慎从国立北京大学法学院毕业，回乡担任小学教师，后到句容县国民政府民政科工作。
侵华日军占领苏南后，诸葛慎于1939年10月参加革命工作。1940年9月，诸葛慎加入中国共产党。曾任金坛、武进、溧阳、宜兴四县边区七乡联防队队长、长滆人民抗日自卫团团长。
1940年7月，中共丹南中心县委将丹金武地区的东安和夏庄两区划出成立中共长滆工委，诸葛慎任统战部长。